# Jan Hammer
Jan Hammer (Praga, 17 aprile 1948) è un tastierista e compositore ceco.
Attivo in diversi progetti musicali, durante la sua carriera, iniziata negli anni sessanta ha vinto alcuni Grammy awards. È tuttavia meglio conosciuto per le canzoni Miami Vice Theme e Crockett's Theme, della popolare serie americana degli anni ottanta, Miami Vice: la prima  e la seconda compariranno anche nel videogioco Grand Theft Auto: Vice City,  la sola seconda fu inoltre utilizzata negli spot televisivi per la National Westminster Bank. Ha anche composto la sigla musicale del film Supercar 2000 - Indagine ad alta velocità (1991), ispirato alla popolare serie televisiva Supercar. È noto anche per l'originale uso di effetti e tecniche chitarristiche su sintetizzatori.

## Biografia
Hammer è nato a Praga, all'epoca in Cecoslovacchia. Sua madre, Vlasta Průchová, era una cantante molto conosciuta, e il padre un dottore e suonatore di basso e vibrafono. Hammer inizia a studiare musica all'età di 4 anni, e ai tempi della scuola formò un trio jazz. Tuttavia egli aveva intenzione di seguire le orme del padre studiando medicina, ma un amico di famiglia lo convinse a rimanere in ambito musicale. Poco dopo Hammer entrò nella prestigiosa Prague Academy of Musical Arts.
Quando l'Unione Sovietica invase la Cecoslovacchia nel 1968, i suoi studi all'accademia terminarono presto, perciò Hammer si trasferì negli Stati Uniti dopo aver ricevuto una borsa di studio alla Berklee College of Music, a Boston.
Dopo aver completato i suoi studi, Hammer si trasferì a Manhattan e si unì alla Mahavishnu Orchestra nel 1971. Nei due anni della sua permanenza, il gruppo vendette oltre due milioni di dischi.
Hammer spese una considerevole somma dei suoi risparmi nella costruzione del suo studio di registrazione personale, il Red Gate Studio, in una sua proprietà a New York, per lanciare la sua carriera solista. Qui registrò con i più grandi e rispettati musicisti dell'epoca.

### Miami Vice
Nel 1984, i produttori della serie televisiva Miami Vice, che da lì a poco avrebbe fatto il suo debutto sul piccolo schermo, ingaggiarono Hammer per comporre le musiche di ogni episodio, e nel 1985 il tema principale del programma televisivo raggiunse il primo posto della classifica Billboard Singles Chart. Rimane l'unico dei due unici temi televisivi a raggiungere il primo posto in classifica, assieme a Theme from SWAT dei Rhythm Heritage. Rimase nella vetta delle classifiche americane per dodici settimane, divenne quadruplo disco di platino e Hammer fu premiato con ben due Grammy Awards. Ha lavorato con Mick Jagger e Steve Lukather.

## Discografia

### Solista
- The First Seven Days (1975)
- Miami Vice (1985)
- The Early Years (1986)
- Escape from Television (1987)
- Snapshots
- Beyond the Mind's Eye (1992)
- Drive
- Snapshots 1.2
- Miami Vice: The Complete Collection (2002)
- The Best of Miami Vice

### Con la Mahavishnu Orchestra
- The Inner Mounting Flame (1971)
- Birds of Fire (1972)
- Between Nothingness and Eternity (1973)
- The Lost Trident Sessions (registrato nel 1973, pubblicato nel 1999)

### Con Billy Cobham
- Spectrum (1973)

### Con Stanley Clarke
- Stanley Clarke (1974)

### Con Jeff Beck
- Wired (1976)

### Con il Jan Hammer Group
- Oh Yeah (1976)
- Melodies (1977)
- Jeff Beck Live with the Jan Hammer Group (1977)

### Con gli Hammer
- Black Sheep (1978)
- Hammer (1979)

### Con John Abercrombie
- Timeless (1974)

### Con Neal Schon
- Untold Passion (1981)
- Here to Stay (1983)